# Łańcucki
Łańcucki là một huyện thuộc tỉnh Podkarpackie của Ba Lan. Huyện có diện tích 452 km². Đến ngày 1 tháng 1 năm 2011, dân số của huyện là 78656 người và mật độ 174 người/km².